# 7386 Паульпеллас
7386 Паульпеллас (7386 Paulpellas) — астероїд головного поясу, відкритий 25 листопада 1981 року.
Тіссеранів параметр щодо Юпітера — 3,528.